# Деркачівка
Деркачі́вка — село в Україні, у Роменському районі Сумської області. Населення становить 702 осіб.Входить до складу Вільшанської сільської громади.

## Географія
Село Деркачівка знаходиться на лівому березі річки Терн, вище за течією на відстані 0,5 км розташоване село Городище, нижче за течією на відстані 1 км розташоване село Великі Будки, на протилежному березі — село Іваниця. Річка в цьому місці звивиста, утворює лимани, стариці і заболочені озера.

## Назва
Поселення де жили заготівельники берести (деркачі) в Недригайлівському районі залишились в назвах сіл Деркачівка та Дремове. На перший погляд здавалося б, а при чому тут Дремове. Виявляється польське drem українською мовою означає деремо тобто виходить, що дреми були попередниками деркачів.

## Історія
Осаджена українськими переселенцями в 1652—1654 на лівому березі річки Терн при самому кордоні з Гетьманщиною. 1674—1675 мешканці слободи прийняті на службу до Сумського слобідського козацького полку, а територія Деркачівської сотні увійшла до складу Сумського полку. Виокремленою сотнею була нетривалий період — станом на 1747 остаточно відійшла до складу Недригайлівської сотні.
Імена деркачівських сотників невідомі. Частково збереглися імена місцевої старшини до утворення самої сотні.
За даними на 1864 рік у казеній слободі, центрі Деркачівської волості Лебединського повіту Харківської губернії, мешкало 1873 особи (925 чоловічої статі та 948 — жіночої), налічувалось 292 дворових господарства, існувала православна церква, відбувалось 2 ярмарки на рік.
З 1917 — у складі УНР. З 1920 — стабільний комуністичний режим.
У Деркачіській школі вчителем певний час працював відомий український письменник Пилип Капельгородський, пізніше убитий сталіністами. У селі створений музей Капельгородського силами місцевої вчительки Марії Угник.
Також із Деркачівки походить рід кобзаря Тараса Компаніченка (по матері).
- 12 червня 2020 року, відповідно до розпорядження Кабінету Міністрів України № 723-р «Про визначення адміністративних центрів та затвердження територій територіальних громад Сумської області», село увійшло до складу Вільшанської сільської громади[2].
- 19 липня 2020 року, в результаті адміністративно-територіальної реформи та ліквідації  Недригайлівського району, громада увійшла до складу новоутвореного Роменського району[3].

## Населення
Згідно з переписом УРСР 1989 року чисельність наявного населення села становила 841 особа, з яких 366 чоловіків та 475 жінок.
За переписом населення України 2001 року в селі мешкало 712 осіб.

### Мова
Розподіл населення за рідною мовою за даними перепису 2001 року:
| Мова       | Кількість | Відсоток |
| ---------- | --------- | -------- |
| українська | 669       | 95.30%   |
| російська  | 20        | 2.85%    |
| угорська   | 13        | 1.85%    |
| Усього     | 702       | 100%     |

## Відомі люди
- Керечанин Євген Миколайович (1998—2019) — солдат Збройних сил України, учасник російсько-української війни.